# Gustaf Henrik Thomée
Gustaf Henrik Thomée, född 1763 i Ivö socken, Skåne, död 5 september 1823 i Stockholm, var en svensk ämbetsman och författare. Han var far till Gustaf Thomée.
Thomée blev student vid Lunds universitet och ingick, efter avlagd examen, i Kanslikollegium, förordnades 1801 till kanslerssekreterare vid Lunds universitet och blev sedermera förste expeditionssekreterare i Kanslikollegium. 
Thomée översatte Tacitus Annaler (Annalerne, 1796, 1808) och (anonymt) en mängd romaner samt utgav 1815 poemen Gamla och nya seklet, Nordens qvinnor och Sång till Horatius samt 1821 de humoristiska dikterna Småländningen och Resor till Drottningholm och Lofön.